# Kicking Mule Records
Kicking Mule Records war ein US-amerikanisches Plattenlabel.
Das Unternehmen wurde im Jahre 1972 von Stefan Grossman und Eugene „ED“ Denson gegründet. Später übernahm Fantasy Records das Label. 2004 wiederum ist das Label Fantasy mit allen seinen Sub-Labels (also auch Kicking Mule) von der Concord Music Group aufgekauft worden.
Während der 1970er Jahre war das Label auf Musiker des Gitarren-Fingerpicking spezialisiert. Künstler, von denen Plattenaufnahmen gemacht wurden, waren Grossman selbst, Duck Baker, John Renbourn, Bob Brozman, Dale Miller, Davey Graham, Woody Mann, Chris Proctor, Peter Finger, Rev. Gary Davis, Michael Bloomfield, Dave Van Ronk, Charlie Musselwhite und Mickey Baker. In den 1980er Jahren betrieb Denson das Label alleine und erweiterte das Repertoire um diverse Dulcimer-Spieler. Der Name der Firma ist von der Blues-Metapher „there’s another mule kicking in your stall“ abgeleitet. Einige wenige der Kicking-Mule-Einspielungen sind als CD wiederveröffentlicht worden.